# Перлит (металлургия)
Перли́т (от фр. perle «жемчужина») — одна из структурных составляющих железоуглеродистых сплавов — сталей и чугунов: представляет собой эвтектоидную смесь двух фаз — феррита и цементита (в легированных сталях — карбидов).

## Характеристики

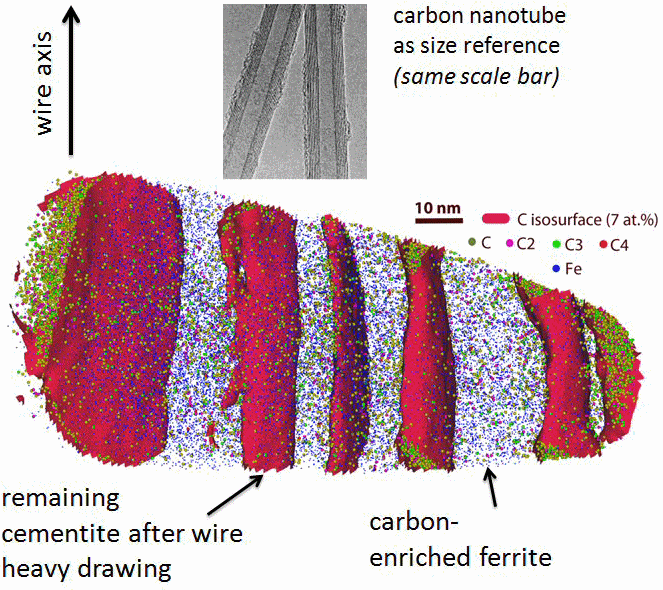
Атомно-зондовая томография перлита: красные точки — положение атомов углерода, атомы железа не показаны, нанотрубка показана для масштаба

Перлит является продуктом эвтектоидного распада (перлитного превращения) аустенита при сравнительно медленном охлаждении железоуглеродистых сплавов ниже 727 °C. При этом γ-железо переходит в α-железо, растворимость углерода в котором составляет от 0,006 до 0,025 %; избыточный углерод выделяется в форме цементита или карбидов. В зависимости от формы различают перлит пластинчатый (основной вид перлита; обе фазы имеют форму пластинок) и зернистый (округлые зёрнышки, или глобули, цементита располагаются на фоне зёрен феррита). С увеличением переохлаждения растёт число колоний перлита, то есть участков с однообразной ориентацией пластинок феррита и цементита (карбидов), а сами пластинки становятся более тонкими. Механические свойства перлита зависят в первую очередь от межпластиночного расстояния (суммарная толщина пластинок обеих фаз): чем оно меньше, тем выше значение предела прочности и предела текучести и ниже критическая температура хладноломкости. При перлитной структуре облегчается механическая обработка стали. Дисперсные разновидности перлита называют сорбитом и трооститом.

## Перлитное превращение

Распределение перлита в стали в зависимости от содержания углерода.

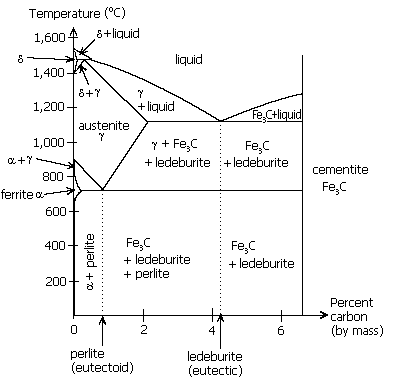
Перлит на фазовой диаграмме железо-углерод

Перлитное превращение — эвтектоидное превращение (распад) аустенита, происходящее ниже 727°С (по другим источникам 723°С) и заключающееся в одновременном зарождении и росте внутри аустенита (ɣ-фаза) двух новых фаз: феррита (ɑ-фаза) и цементита (Fe3C) имеющих пластинчатую форму. Схематически процесс описывается формулой:
ɣ→ɑ+Fe3C
Перлитное превращение происходит в сталях, содержащих более 0,025 %С (по массе), а также в белых и серых чугунах (за исключением чугунов на ферритной металлической основе).
Структура, образующаяся в результате превращения, называется перлитом и она состоит из тонких чередующихся пластинок (кристаллов) феррита и цементита. Составы всех трёх фаз при медленном охлаждении строго определён: в нелегированной стали или чугуне
- аустенит содержит 0,8 %С
- перлит состоит из:
  - феррит — 0,025 %С
  - цементит — 6,67 %С (по массе).

Отсюда следует, что пластинки феррита в 7,3 раза толще пластинок цементита.
При снижении температуры ниже 727°С скорость превращения увеличивается, достигает максимума при ~550°С и затем уменьшается, падая почти до нуля при ~200°С. Чем ниже температура превращения тем меньше толщина пластинок и выше прочностные свойства. Абсолютная толщина пластинок перлита (межпластинчатое расстояние, период структуры) меняется обычно от нескольких мкм (и тогда их можно различить в рядовом оптическом микроскопе), до десятых долей мкм (пластинки обнаруживаются только при максимальных разрешениях) и до сотых долей мкм (необходим уже электронный микроскоп). Соответствующие дисперсные разновидности перлита называют также сорбит и троостит.
Скорость охлаждения влияет на структуру и свойства смеси феррит + цементит. В результате можно получить качественно одинаковые, но различно называющиеся:
- Перлит — получается при медленном охлаждении, обычно вместе с обладающей тепловой инерцией массивной печью, то есть при отжиге. Примерные свойства: твёрдость — 200 HB, предел прочности — 600 МПа, предел текучести — 300 МПа.
- Сорбит — получается при охлаждении на воздухе (нормализация). Твёрдость — 300 HB, предел прочности — 1000 МПа, предел текучести — 500 МПа.
- Троостит — получается при более высокой скорости охлаждения, обычно в каком-либо минеральном масле. Твёрдость — 400 HB, предел прочности — 1400 МПа, предел текучести — 700 МПа.
- Бейнит — ультра дисперсионный перлит. Твёрдость — 40 — 55 HRС.